# Gare de Little Rock
La gare de Little Rock est une gare ferroviaire des États-Unis, située à Little Rock dans l'État de l'Arkansas.

## Histoire
Elle est mise en service en 1921.

## Service des voyageurs

### Desserte
Ligne d'Amtrak : Le Texas Eagle: Los Angeles - Chicago.